# 윤가은
윤가은(1982년 2월 15일 ~ )은 대한민국의 영화 감독이다. 2016년 영화 《우리들》로 장편 데뷔하였으며, 2019년에는 두 번째 장편 영화 《우리집》를 발표하였다. 어린 아이들의 세계를 섬세하게 그려내며 '한국의 고레에다 히로카즈'라 불리기도 한다.

## 초기
어릴 적부터 영화를 좋아하여 중학교 3학년부터 영화 감독을 장래희망으로 삼았다. 이후, 영화 감독이 되려면 인문학을 공부해야 한다는 이야기를 듣고 서강대학교 사학과에 진학하였다. 대학 시절에는 연극부로 활동하였으며, 대학 졸업 후에는 2년간 연극 《아트》의 조연출로 활동하였다. 28살에 부지영 감독의 독립 극영화 제작 강좌에 등록하며 처음 영화를 배웠고, 이후 한국예술종합학교 예술전문사 영상원에 진학하게 된다.

## 작품 목록

### 영화
| 연도   | 영화                    | 감독 | 각본 | 그 외 | 비고           |
| ------ | ----------------------- | ---- | ---- | ----- | -------------- |
| 2009년 | 《사루비아의 맛》       | 예   |      |       | 단편 영화      |
| 2011년 | 《손님》                | 예   | 예   |       | 단편 영화      |
| 2013년 | 《콩나물》              | 예   | 예   |       | 단편 영화      |
| 2014년 | 《찌라시: 위험한 소문》 |      |      | 예    | 스크립터       |
| 2016년 | 《우리들》              | 예   | 예   |       | 장편 데뷔 영화 |
| 2019년 | 《우리집》              | 예   | 예   |       |                |
| 2019년 | 《한국영화야 축하해》   | 예   |      |       | 단편 영화      |
| 2025년 | 《세계의 주인》         | 예   | 예   |       |                |

### 연극
- 아트

## 학력
- 서강대학교 사학과
- 한국예술종합학교 영상원 예술전문사

## 수상
| 연도 | 상                                    | 부분                          | 작품       | 결과     |
| ---- | ------------------------------------- | ----------------------------- | ---------- | -------- |
| 2011 | 제13회 서울국제청소년영화제           | SIYFF 비전상                  | 《손님》   | 수상     |
| 2011 | 제5회 대단한 단편영화제               | 대단한 관객상                 | 《손님》   | 수상     |
| 2011 | 제5회 대단한 단편영화제               | 대단한 감독상                 | 《손님》   | 수상     |
| 2012 | 제34회 클레르몽페랑 국제 단편 영화제  | 국제경쟁 대상                 | 《손님》   | 수상     |
| 2013 | 제18회 부산국제영화제                 | 선재상                        | 《콩나물》 | 특별언급 |
| 2014 | 제64회 베를린 국제 영화제             | 제네레이션 K플러스 단편영화상 | 《콩나물》 | 수상     |
| 2016 | 제66회 베를린 국제 영화제             | 제네레이션 K플러스            | 《우리들》 | 후보     |
| 2016 | 제56회 즐린 국제 어린이 청소년 영화제 | 대상                          | 《우리들》 | 수상     |
| 2016 | 제25회 부일영화상                     | 신인감독상                    | 《우리들》 | 수상     |
| 2016 | 제36회 한국영화평론가협회상           | 신인감독상                    | 《우리들》 | 수상     |
| 2016 | 제36회 한국영화평론가협회상           | 10대 영화상                   | 《우리들》 | 수상     |
| 2016 | 제17회 도쿄 필멕스                    | 작품상                        | 《우리들》 | 특별언급 |
| 2016 | 제17회 도쿄 필멕스                    | 관객상                        | 《우리들》 | 수상     |
| 2016 | 제37회 청룡영화상                     | 신인감독상                    | 《우리들》 | 수상     |
| 2016 | 제34회 알레 키노 영 오디언스 영화제   | 어린이 장편 작품상            | 《우리들》 | 수상     |
| 2016 | 제17회 올해의 여성영화인상            | 감독상                        | 《우리들》 | 수상     |
| 2017 | 제7회 올해의 영화상                   | 독립영화상                    | 《우리들》 | 수상     |
| 2017 | 제4회 들꽃영화상                      | 대상                          | 《우리들》 | 수상     |
| 2017 | 제53회 백상예술대상                   | 영화부문 시나리오상           | 《우리들》 | 수상     |